# Xã Rose Dell, Quận Rock, Minnesota
Xã Rose Dell (tiếng Anh: Rose Dell Township) là một xã thuộc quận Rock, tiểu bang Minnesota, Hoa Kỳ. Năm 2010, dân số của xã này là 216 người.